# Vụ bắn rơi Sukhoi Su-24 năm 2015
Ngày 24 tháng 11 năm 2015, một chiếc Sukhoi Su-24M của không quân Nga bị chiến đấu cơ F-16 Thổ Nhĩ Kỳ bắn rơi. Thổ Nhĩ Kỳ cho rằng chiếc máy bay này đã vi phạm không phận của mình. Bộ Quốc phòng Nga nói máy bay không vi phạm không phận Thổ Nhĩ Kỳ và đang bay ở độ cao khoảng 6.000m. Phi công và sĩ quan hệ thống vũ khí (weapon systems officer) phóng được ra khỏi máy bay; một người bị bắn chết trong khi đáp dù xuống . Theo Thổ Nhĩ Kỳ, máy bay lúc đó có quốc tịch không rõ ràng và đã xâm phạm không phận Thổ Nhĩ Kỳ 2.19 km trong vòng 17 giây, sau đó bị bắn hạ sau khi được cảnh báo 10 lần còn Nga trong khi Nga phủ nhận máy bay chưa bao giờ rời không phận Syria và đưa ra bằng chứng theo thông tin từ vệ tinh rằng chiếc Su-24M bị bắn hạ bên trong không phận của Syria khoảng 1 km. Đây là lần đầu tiên kể từ những năm 1950, một máy bay Nga/Liên Xô bị máy bay của một thành viên NATO bắn hạ.
2 viên phi công đều thoát ra khỏi chiếc Su-24M, 1 người được cứu sống người còn lại bị quân nổi dậy người Turk bắn hạ khi đang nhảy dù. Theo tin quân đội Nga, 2 trực thăng quân sự lùng kiếm để cứu họ. Một chiếc bị trúng đạn của quân đội nổi dậy Syria và phải đáp xuống. Trong cuộc cứu người thất bại một lính Nga khác bị bắn chết. Theo trang thông tin Al-Mayadeen của Lebanon, phi công còn lại được quân đội Syria giải thoát.
Nga cho đây là một vụ khiêu khích có tính toán trước.

## Bối cảnh
Sau hàng thế kỷ quan hệ thường xuyên căng thẳng, phức tạp giữa hai quốc gia mà vị trí địa lý, lịch sử và tôn giáo đã khiến hai bên trở thành đối thủ của nhau. Từ thế kỷ XVI, Moskva coi bản thân là Đế chế Rome thứ ba, người bảo vệ của cộng đồng Cơ Đốc giáo ở phương Đông sau khi thành Constantinople (thành phố Istanbul) thất thủ năm 1453 dưới tay Đế chế Ottoman của người Thổ. Đế chế Ottoman tiếp đó mở rộng lãnh thổ vào Trung Đông và vùng Balkan - khu vực sinh sống của người Slav theo Chính thống giáo được Nga bảo vệ.

### Khủng hoảng Krym, sáp nhập bán đảo Krym vào Nga
Trong lịch sử, Krym là một phần của đế chế Ottoman trước khi thuộc về Nga theo điều khoản của Hiệp ước Kucuk Kaynarca ký sau khi Nga chiến thắng trong Chiến tranh Nga-Thổ Nhĩ Kỳ (1768–1774). Krym là lãnh thổ của Nga cho đến khi lãnh đạo Liên Xô Nikita Khrushchev đã chuyển Krym từ Liên bang Nga sang CHXHCNXV Ukraina vào năm 1955. Khi Ukraina tuyên bố độc lập năm 1991 sau khi Liên Xô tan rã, Ukraina đã tách ra cùng với cả Krym.
Cũng giống như vai trò lịch sử của Nga là người bảo vệ người Slav, Thổ Nhĩ Kỳ cũng có một lịch sử bảo vệ lợi ích của người Thổ là dân tộc thiểu số gốc Thổ ở Nga, Azerbaijan hay Turkmenistan (Krym là nơi ở của 300.000 người Tatar, chiếm 12% dân số ở Krym, vốn bị trục xuất hàng loạt thời Stalin sau khi Liên Xô chiếm lại Krym từ tay Đức Quốc xã (khoảng 189.000 người)). Vào tháng 08/2015, Tổng thống Thổ Nhĩ Kỳ Recep Tayyip Erdoğan đã tuyên bố trong Hội nghị Thế giới của người Krym Tatars ở Ankara là Thổ Nhĩ Kỳ sẽ không bao giờ công nhận việc Nga sáp nhập Krym, lập trường toàn vẹn lãnh thổ của Ukraina phải được tôn trọng.

### Nội chiến Syria
Sau năm 2012 khi một chiếc máy bay phản lực của Thổ Nhĩ Kỳ bị Syria bắn rơi, Thổ Nhĩ Kỳ, thù nghịch với chính phủ Assad, thay đổi các quy tắc của việc can dự và theo quy định mới, quốc gia này sẽ xem xét tất cả các "yếu tố" tiếp cận từ Syria như một mối đe dọa và sẽ "hành động phù hợp." 
Trong khi đó Nga lại là một trong một số quốc gia trực tiếp tham gia vào cuộc Nội chiến Syria, ủng hộ chính quyền Assad. Ngày 30 tháng 9 năm 2015, Nga đã bắt đầu chiến dịch không kích của mình đối với Nhà nước Hồi giáo Iraq và Levant (ISIL) và các lực lượng chống chính phủ khác.
Thổ Nhĩ Kỳ trong tuần trước khi xảy ra sự cố, đã kêu gọi họp mặt ủy ban an ninh Liên Hợp Quốc để thảo luận về việc Nga thả bom tại những khu vực người Turkmen ở nước láng giềng Syria, và tuần trước đó Ankara đã triệu hồi đại sứ Nga để phản đối việc thả bom này, cho rằng những chiến dịch của Nga làm cho việc thành lập một khu vực an toàn cho thường dân, và những người nổi dậy ôn hòa chống lại Assad trở nên khó khăn. Ankara đã bày tỏ truyền thống đoàn kết với người Turkmen ở Syria (khoảng 200.000 người), mà là người Syria gốc thổ. Khoảng 1.700 người đã phải di tản khỏi vùng đồi núi Syria gần biên giới với Thổ Nhĩ Kỳ vì những cuộc chiến kéo dài từ 3 ngày qua, một viên chức Thổ đã cho biết vào ngày thứ hai. Máy bay phản lực Nga đã thả bom khu vực này để yểm trợ chiến dịch tấn công dưới đất của lực lượng chính phủ Syria.
Ông Recep Tayyip Erdoğan cũng như nhiều đồng minh phương Tây cáo buộc Nga không chống khủng bố mà nhằm vào lực lượng đối lập với Tổng thống Syria Bashar al-Assad và cả cộng đồng người Turkmen ở biên giới hai nước vốn được Thổ Nhĩ Kỳ hậu thuẫn để chống ông Bashar al-Assad. Trái lại, Nga khẳng định mình hành động hợp pháp ở Syria và chỉ không kích khủng bố, đồng thời cáo buộc Thổ Nhĩ Kỳ là những kẻ chống lưng cho khủng bố.

## Diễn biến
Ngày 24 tháng 11 năm 2015 lúc 9h24 sáng, một chiếc chiến đấu cơ Sukhoi Su-24 của Nga bị hai chiếc chiến đấu cơ tuần tra F-16 của Không quân Thổ Nhĩ Kỳ bắn rơi ở khu vực biên giới Syria-Thổ Nhĩ Kỳ.
Theo tuyên bố của Thổ Nhĩ Kỳ với Hội đồng Bảo an Liên Hợp Quốc, hai chiếc máy bay, chưa rõ quốc tịch vào thời điểm đó, đã vi phạm không phận Thổ Nhĩ Kỳ lên đến 1,36 dặm (2,19 km) trong khoảng 17 giây. Theo các quan chức Thổ Nhĩ Kỳ, máy bay đã được đưa ra 10 cảnh báo trong khoảng thời gian 5 phút để thay đổi đường bay. Các máy bay đã bỏ qua các cảnh báo và sau đó bị máy bay F-16 của Thổ Nhĩ Kỳ tuần tra khu vực bắn rơi. Một trong hai chiếc máy bay này sau đó đã rời không phận Thổ Nhĩ Kỳ còn chiếc kia bị rơi vào lãnh thổ Syria sau khi bị bắn trong khi trong không phận Thổ Nhĩ Kỳ.
Các báo cáo ban đầu của nhiều hãng tin Nga chỉ ra rằng máy bay đã bị bắn rơi từ hỏa lực trên mặt đất của phiến quân Syria, nhưng Bộ quốc phòng Nga sau đó xác nhận các báo cáo của Thổ Nhĩ Kỳ rằng chiếc máy bay bị bắt rơi bởi chiến đấu cơ Thổ Nhĩ Kỳ. Theo tweet bởi CNN Türk, Quân đội Thổ Nhĩ Kỳ đã phát hành một đồ họa đường đi chuyến bay cho thấy chiếc máy bay đã qua mũi phía nam của tỉnh Hatay trước khi bị và rơi gần núi Turkmen. Dựa trên dấu nhiệt của máy bay, phía Hoa Kỳ tin rằng máy bay đang bay trong không phận Syria sau khi xâm nhập thời gian ngắn vào không phận của Thổ Nhĩ Kỳ.
Nói chuyện với đài truyền hình Nga vào ngày 25.11 đại úy Konstantin Murakhtin, phi công sống sót, cho biết, Thổ Nhĩ Kỳ đã tấn công mà không cảnh cáo gì cả.

## Phản ứng

### Các bên liên quan

#### Nga
- Vài tiếng sau vụ máy bay bị bắn, Tổng thống Nga Vladimir Putin cho biết vào ngày 24/11/2015 khi đang gặp vua Jordan Abdullah II của Jordan,[20] rằng chiến đấu cơ nước này bị bắn rơi "như một cú đâm từ sau lưng và được thực hiện bởi những kẻ đồng lõa với khủng bố".[21] và rằng quan hệ Nga-Thổ Nhĩ Kỳ sẽ bị ảnh hưởng.
- Ngoại trưởng Nga Sergey Lavrov dự định viếng thăm Thổ Nhĩ Kỳ ngày 25/11, đã tuyên bố hủy bỏ chuyến đi của ông sau khi biến cố này xảy ra.[12][22] Nga cho đây là một vụ khiêu khích có tính toán trước. Ngoại trưởng Sergej Lawrow nói tại Moskau, sau khi nói chuyện qua điện thoại với đồng nghiệp Thổ Feridun Sinirlioglu: "Nga có đủ dữ liệu về điều này. Đây rõ ràng là một cuộc phục kích, họ chỉ chờ cơ hội để làm được chuyện đó." [7]
- Ngày 28.11, Putin ra lệnh chính quyền, lập một danh sách hàng hóa Thổ Nhĩ Kỳ mà sẽ bị cấm hay hạn chế nhập cảng vào Nga. Các hãng Thổ sẽ phải ngưng một số hoạt động mà chính quyền Nga đưa ra, các hãng Nga từ 1 tháng 1 năm 2016 tạm thời sẽ không được nhận người Thổ vào làm. Các hãng du lịch Nga sẽ không được tổ chức các chuyến đi du lịch sang Thổ. Các hãng hàng không không được bay các chuyến bay chỉ chuyên chở khách du lịch (charter flight) giữa Nga và Thổ. Trước đó một ngày, Nga cho biết là kể từ 1 tháng 1 người Thổ muốn vào Nga lại phải xin giấy phép nhập cảnh.[23]
- Ngày 2 tháng 12, trong một cuộc họp báo với ký giả ngoại quốc, Thứ trưởng Quốc phòng, ông Anatoly Antonov nói Thổ Nhĩ Kỳ là khách hàng mua dầu "ăn cắp" lớn nhất từ Syria và Iraq, và cho biết: ""Theo các thông tin có được, người lãnh đạo chính trị cao nhất của đất nước, Tổng thống Erdogan và gia đình ông, liên quan tới vụ kinh doanh phạm tội này." [24]
- Ngày 3 tháng 12, trong bản thông điệp liên bang thứ 22 của nước Nga. Tổng thống Nga Vladimir Putin nhấn mạnh cần phải tiêu diệt khủng bố trước khi chúng tiếp cận nước Nga. Ông cũng tuyên bố Nga sẵn sàng hợp tác với Thổ Nhĩ Kỳ liên quan đến những vấn đề an ninh nhạy cảm của khu vực. Bên cạnh đó, ông cũng tuyên bố: "Chính quyền Thổ Nhĩ Kỳ phải chịu trách nhiệm trực tiếp về sinh mạng của quân nhân Nga tại Syria".[25]

#### Syria
- Bộ trưởng Thông tin Syria Omran al-Zoubi cho biết vụ bắn rơi là một "tội phạm mới" sẽ được bổ sung vào hồ sơ của các nhóm nổi dậy đang chiến đấu ở trong nước và những quốc gia tài trợ và trang bị vũ khí cho họ; ông đề cập đến Thổ Nhĩ Kỳ, Ả Rập Saudi và Qatar là những quốc gia ủng hộ mạnh mẽ như vậy.

#### Thổ Nhĩ Kỳ
- Thổ Nhĩ Kỳ kêu gọi NATO họp bất thường vào cuối ngày 24/11[26]. Thủ tướng Ahmet Davutoglu đã bảo vệ các hành động nói rằng Thổ Nhĩ Kỳ có quyền "áp dụng tất cả các loại biện pháp" chống lại xâm phạm biên giới như một "nghĩa vụ quốc gia", mà không dẫn đến một sự gây hấn chống lại bất kỳ lãnh thổ nước ngoài. Ông cũng kêu gọi hành động theo hướng "dập tắt ngọn lửa đang cháy ở Syria."
- Sàn giao dịch tiền tệ liên ngân hàng Nga và Borsa Istanbul Thổ Nhĩ Kỳ đã giảm hơn 1%, trong khi đồng lira Thổ Nhĩ Kỳ cũng giảm sau khi có tin vụ bắn rơi máy bay Nga[26]. Hàng chục người biểu tình đã được ghi nhận bên ngoài lãnh sự quán Nga tại Istanbul biểu tình phản đối hoạt động của Nga tại khu vực có dân Turkmen sinh sống ở Syria[27].

### EU và NATO
Các nước khác kêu gọi các bên xuống thang. 
- Chủ tịch Hội đồng châu Âu, Donald Tusk, kêu gọi Thổ Nhĩ Kỳ và Nga giữ "đầu lạnh và bình tĩnh" trong thời điểm khó khăn này sau khi bắn rơi máy bay Nga. Tuyên bố này đã được ủng hộ bởi Đại diện cấp cao Đối ngoại của Liên minh châu Âu Ngoại giao Federica Mogherini, kêu gọi Thổ Nhĩ Kỳ và Nga tránh leo thang[28][29].
- Tổng thống Cộng hòa Séc Miloš Zeman nói rằng hành động của Thổ Nhĩ Kỳ là "một mức chỉ làm tăng căng thẳng trong khu vực". Thủ tướng Bohuslav Sobotka cho biết đây là "một bất ngờ khó chịu đó cho thấy vẫn chưa có sự phối hợp tốt giữa các quốc gia tham gia trong khu vực", do đó, cần phải có giao tiếp trực tiếp tốt hơn trong số những quốc gia tham dự chiến sự trong khu vực; tuyên bố này được Bộ trưởng Ngoại giao Lubomír Zaorálek hưởng ứng[27].
- Ngoại trưởng Đức Frank-Walter Steinmeier kêu gọi "thận trọng" đối với sự cố và các cuộc đàm phán hòa bình Syria ở Vienna không nên dừng lại. Phó thủ tướng Đức Sigmar Gabriel gọi hành động của Thổ Nhĩ Kỳ không thể đoán trước: "Sự việc này cho thấy lần đầu tiên chúng ta phải đối phó với bên hành động mà không thể đoán trước theo báo cáo từ các bên khác nhau của khu vực - đó không phải là Nga, mà là Thổ Nhĩ Kỳ."[30][31]
- Đại diện Bộ Quốc phòng Hoa Kỳ, quốc gia đang tham gia hoạt động quân sự ở Syria, nói rằng Hoa Kỳ không liên quan trong vụ bắn rơi máy bay Nga. Chiếc máy bay bị bắn hạ bởi một máy bay F-16 của Không quân Thổ Nhĩ Kỳ.[32][33][34]